# Вегаш
Вегаш (рум. Văgaș) — село у повіті Сату-Маре в Румунії. Входить до складу комуни Тарна-Маре.
Село розташоване на відстані 458 км на північний захід від Бухареста, 41 км на північний схід від Сату-Маре, 145 км на північ від Клуж-Напоки.

## Населення
За даними перепису населення 2002 року у селі проживали 6 осіб, усі — румуни. Усі жителі села рідною мовою назвали румунську.